# Verneuil-sur-Indre
Verneuil-sur-Indre – miejscowość i gmina we Francji, w Regionie Centralnym, w departamencie Indre i Loara.
Według danych na rok 1990 gminę zamieszkiwały 462 osoby, a gęstość zaludnienia wynosiła 12 osób/km² (wśród 1842 gmin Regionu Centralnego Verneuil-sur-Indre plasuje się na 707. miejscu pod względem liczby ludności, natomiast pod względem powierzchni na miejscu 193.).